# La tierra de las cuevas pintadas
La tierra de las cuevas pintadas es la sexta y última parte de la saga Los hijos de la tierra de la escritora estadounidense Jean M. Auel. El libro se lanzó al mercado de forma mundial el 29 de marzo de 2011.

## Argumento
La trama de la novela continúa la historia de Ayla, la joven Cromañón criada con los Neandertales protagonista de la saga. Ayla se ha integrado totalmente en la novena caverna de los zelandonii, el pueblo de su compañero Jondalar, a pesar de sus peculiaridades y excentricidades. Ayla por fin se ha decidido a ser adiestrada como acólita de la Primera que Sirve a la Madre para convertirse en Zelandoni (hechicera). Compatibiliza su periodo de iniciación y aprendizaje gracias a la ayuda que le presta Jondalar y su familia al cuidado de su pequeña hija, Jonayla. Toda la tribu ha integrado el uso de las innovaciones que Ayla y Jondalar trajeron de su largo viaje, como el lanzavenablos y las piedras del fuego, incluso se han acostumbrado a su manejo de los caballos y a la compañía de su lobo, y también aprecian a Ayla por sus excepcionales aptitudes como curandera, para la caza y la confección de preciados utensilios.
Su adiestramiento como Zelandoni requiere mucho esfuerzo y tiempo. Ayla tiene que aprender durante cuatro años todas las leyendas, rituales y demás conocimientos de la Zelandonia, lo que le impide estar tanto tiempo junto a su hija y su compañero como querría. Como parte de su formación, la Primera la guiará por su gira de la Donier, consistente en un viaje por todo el territorio de los zelandonii visitando las cuevas sagradas, cuyas paredes están recubiertas de toda clase de pinturas. En su etapa más larga, para visitar la cueva más sagrada Ayla atrapa a unos malhechores que robaban y atacaban a la gente de la región y los entrega a la Zelandonia del sur para que hagan justicia.
A su regreso Ayla realiza su último periodo de adiestramiento, el estudio astrológico. Tiene que permanecer durante un año entero observando la salida y puesta del sol y la luna para aprender a predecir el cambio de estaciones. Esto será una dura prueba porque la tendrá alejada de su familia mucho tiempo y la mantiene alejada de la reunión de verano de ese año. Concluido este periodo, Ayla recibe su llamada para entrar a formar parte de la Zelandonia en forma de visión en la que se le revela un último verso del Canto de la Madre.
Ayla acude a la reunión de verano deseosa de ver a su familia y contarle a la Primera su revelación. Tras la aceptación de Ayla como miembro definitivo de la Zelandonia, la Primera decide revelar a todos el nuevo verso. Esto será una revolución para todos, ya que el verso revela que los hombres también participan en la concepción de los hijos. Además Ayla recibirá varias sorpresas a su llegada, la primera muy agradable porque Danug y Druwez, dos de los niños de su campamento de los Mamutoi, que convertidos en hombres han viajado para verla y traerle noticias de los suyos. Pero la otra sorpresa la causará gran sufrimiento: sorprende a Jondalar y Marona compartiendo placeres. El descubrimiento de que durante sus ausencias Jondalar ha sido seducido por Marona, causa una grave crisis en la pareja, y el intento de revancha de Ayla al dejase poseer por Laramar en la fiesta de los placeres de la Madre, desata los celos de Jondalar y que golpee brutalmente al desagradable Laramar. Por ello Laramar decide dejar la novena caverna y Jondalar será condenado a cuidar de los niños de su hogar, aunque ya lo venía haciendo la pareja en gran medida.
Poco después Ayla, incitada por la Primera, vuelve a experimentar con las raíces mágicas del clan y vuelve a estar al borde de la muerte. Tras la traumática experiencia, la pareja se reconcilia y encaran el futuro con la esperanza de tener más hijos juntos.